# 社會企業行動方案
社會企業行動方案是2014年行政院針對推動成立社會企業所訂定的方案，期待由該方案可以提供三個目標：
1. 提供友善社會企業發展環境。
2. 建構社會企業網絡與平臺。
3. 強化社會企業經營體質。

目前主要由五個部門進行：勞動部、經濟部、金融監督管理委員會、內政部及衛生福利部。其願景為「營造有利於社會企業創新、創業、成長與發展的生態環境」。